# Francesco Spiera
Francesco Spiera (Cittadella, 1502 – Cittadella, 27 dicembre 1548) è stato un avvocato calvinista italiano, costretto dalla Chiesa cattolica ad abiurare le proprie convinzioni religiose, circostanza che gli provocò una così grave depressione da condurlo alla morte, vedendo nel suo atto un segno della predestinazione di Dio alla dannazione eterna (doppia predestinazione). Fu un caso storicamente emblematico delle conseguenze a cui conduce la negazione istituzionale della libertà di coscienza.

## Biografia
Spiera era nato a Cittadella, a pochi chilometri da Padova, dove aveva guadagnato la stima dei suoi concittadini, essendo di buona famiglia, esercitando l'onorevole e prestigiosa professione di avvocato e avendo, con la moglie, allevato 11 figli. Appassionato di teologia, aveva approfondito, oltre le Scritture, diversi libri di ispirazione evangelica, come il Beneficio di Cristo, la Dottrina vecchia e nuova e il Sommario delle sacre scritture, che lo convinsero ad abbandonare la dottrina cattolica dell'esistenza del purgatorio, del culto dei santi, della legittimità dell'autorità del papato e della giustificazione mediante le opere anziché mediante la sola fede.
Denunciato il 15 novembre 1547 come eretico insieme con il nipote Bartolomeo Facio, fu convocato innanzi all'inquisizione di Venezia e il suo processo ebbe inizio il 24 maggio 1548; respinte dapprima le accuse, ammise alla fine di aver letto libri proibiti dalla Chiesa, di aver dubitato della veridicità di alcuni insegnamenti cattolici e invocò la clemenza del Tribunale. Il 26 giugno, nella Basilica di San Marco, davanti al legato pontificio Giovanni Della Casa, lo Spiera fu costretto all'abiura solenne della sua fede, ripetuta la domenica seguente, il 1º luglio, nel Duomo di Cittadella, ottenendo in cambio l'assoluzione, con la comminazione di una pena pecuniaria e l'obbligo di ordinare una messa per il Corpus Domini e per i defunti.

### La libertà di coscienza
Dal 15 maggio 1548 i protestanti avevano ottenuto, con la decisione presa dalla Dieta di Augusta, il diritto di professare la loro fede nei territori dell'Impero, in attesa dell'auspicato accordo con la Chiesa cattolica che ristabilisse l'unità delle due confessioni. Anche se non aveva validità in Italia, quella decisione poneva tuttavia la necessità di compiere una chiara e aperta scelta di appartenenza, evitando atteggiamenti nicodemici - il fingersi pubblicamente cattolico pur essendo intimamente protestante - rivendicando così il diritto a manifestare la libertà della propria coscienza, uniformando i comportamenti alle proprie convinzioni. Anche nascondere le proprie convinzioni ora poteva essere una colpa e comportare la dannazione dell'anima: come poteva pretendere, chi nascondeva la verità, di essere equiparato, agli occhi di Dio, a chi quella stessa fede manifestava a prezzo della propria vita?
Infatti, per un protestante italiano che avesse deciso di manifestare pubblicamente la propria professione di fede, una tale pubblica scelta equivaleva alla contemporanea emigrazione in territori protestanti, come la Svizzera o qualche parte della Germania - e dunque l'abbandono dei propri beni, spesso anche della famiglia e l'incertezza del futuro - oppure a una volontaria condanna a morte per mano dell'Inquisizione romana.
In queste condizioni si consumò il dramma di Francesco Spiera: professata la propria fede, di fronte alla prospettiva della perdita della propria vita, abiurò: rimasto intimamente protestante, si professò cattolico, mentendo tre volte, a se stesso, alla società e, soprattutto, a Dio. Formalmente appartenente alla Chiesa cattolica, egli sapeva di non farne parte nella propria coscienza; intimamente appartenente alla confessione riformata, era convinto di essersene escluso con l'abiura; convinto di aver irrimediabilmente dannato la propria anima, ritenne che non valesse più la pena di vivere e si lasciò morire.
Portato dai famigliari dai migliori medici di Padova, questi gli diagnosticarono la condizione di melancolico; rifiutava di alimentarsi e a forza gli facevano inghiottire del cibo, tentò una volta di uccidersi con un colpo di spada - il suicidio equivaleva a una colpa mortale, ma lo Spiera era convinto che non avrebbe ormai fatto alcuna differenza - e si riuscì a disarmarlo.
Se non vi sono medicine specifiche che possano guarirlo, né gli esorcismi dei preti che lo Spiera rifiuta, si prova con il conforto delle parole, con il richiamo alla misericordia divina, con la discussione teologica e le interpretazioni delle Scritture; a questo scopo nella casa padovana del suo parente Giacopo Nardini, dove è ospitato, si succedono intellettuali eminenti, come il professor Matteo Gribaldi, giureconsulto ed esponente del movimento antitrinitario italiano, o il vescovo di Capodistria, Pier Paolo Vergerio, che racconta come lo Spiera dicesse di desiderare
A sua opinione, la misericordia di Dio opera nei confronti degli eletti: Pietro tradì Cristo ma fu perdonato non tanto perché si fosse pentito ma perché eletto e persino il ladrone fu salvo grazie alla sua elezione, non già al suo pentimento sulla croce. Lui, Spiera, diceva di sentirsi il cuore «indurito», segno, a suo dire, della sua dannazione. Egli aveva, del resto, una concezione dei doveri del cristiano che nulla concedeva alla forma, alle devozioni esteriori, all'adesione superficiale; diceva:
In realtà, se unica fosse stata la confessione religiosa, la scissione nella coscienza dello Spiera non vi sarebbe stata, in questi termini, perché una sarebbe stata la coscienza: la difficoltà, da lui stesso denunciata, dell'essere cristiano veramente, era la difficoltà di scegliere la vera confessione cristiana.

### Le polemiche
Se le fonti cattoliche mantennero il più rigoroso silenzio sul dramma dello Spiera, deceduto il 27 dicembre 1548, sapendo di esserne in massima parte responsabili ma confidando nella cancellazione della memoria di quell'episodio, sull'opposto versante della Riforma fitti furono i commenti, le interpretazioni le riflessioni e anche le concrete iniziative come quella del Vergerio, il quale si convinse che per chi, come lui, aveva ormai maturato il distacco della fede cattolica senza tuttavia averlo pubblicamente annunciato in Italia, era necessario emigrare, come fece nel maggio del 1549, in Svizzera, dove la sua fede evangelica poteva essere professata senza subire persecuzioni.

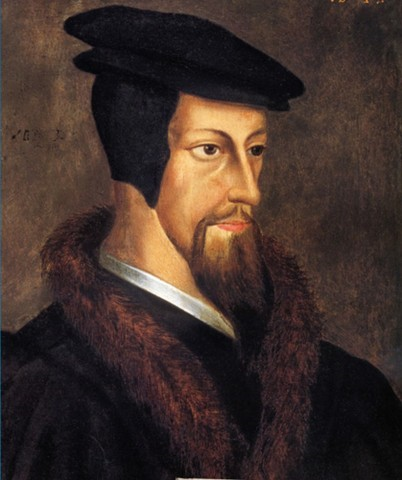
Giovanni Calvino

Rimaneva il problema, da tempo urgente in Italia, se fosse lecito o opportuno, per i riformati che vivevano in un paese controllato in realtà da sempre, e ufficialmente dal 21 luglio 1542 con l'istituzione dell'Inquisizione, da una Chiesa che non ammetteva né libertà di coscienza né tantomeno libera professione di fede che non fosse quella cattolica, se continuare nella dissimulazione della propria diversa fede - il cosiddetto nicodemismo - se annunciarla pubblicamente in Italia subendo anche la morte - il martirio, dicevano i protestanti - o se emigrare nei territori riformati, pur con tutte le difficoltà e i disagi connessi a una tale scelta.
Sul caso Spiera e sul generale problema del dovere di professare la propria fede senza nascondimenti, intervenne l'autorevole voce di Calvino, nella prefazione alla relazione del caso Spiera fatta dallo scozzese Henry Scrimgeour: conformemente alla sua teoria della predestinazione, che comportava che pochissimi fossero gli eletti, secondo Calvino era stato inevitabile che lo Spiera fosse caduto in una tale mortale disperazione, nella consapevolezza di essersi necessariamente dannato a causa del rinnegamento della propria fede. L'Italia era il regno del papa, dell'Anticristo che aveva processato e costretto Francesco Spiera all'abiura: chi scendeva a patti con la Chiesa cattolica era destinato a fare la fine dello Spiera; Il giusto comportamento non poteva essere che l'aperta professione della propria fede, in Italia o nell'emigrazione.
Questa tesi fu appoggiata dall'ex agostiniano Giulio della Rovere, pastore a Poschiavo, che pure, quando fu incarcerato in Italia, scrive, rinnegò Cristo per conservare la vita. L'unica speranza, dopo la sua abiura, fu quella di consacrarsi a lui, recuperando la salvezza attraverso la libera professione della fede all'estero o anche in Italia, a condizione di voler «seguitar Christo con la croce in spalla et prepararsi di andare arditamente al martirio».